# Cupunagara
Cupunagara is een bestuurslaag in het regentschap Subang van de provincie West-Java, Indonesië. Cupunagara telt 4931 inwoners (volkstelling 2010).